# 洪口水库
洪口水库位于中国福建省宁德市蕉城区洪口乡，是以发电、防洪为主要功能的大（二）型水库，是霍童溪干流七个梯级水电开发的第六级。